# Lonchocarpus unifoliolatus
Lonchocarpus unifoliolatus är en ärtväxtart som beskrevs av George Bentham. Lonchocarpus unifoliolatus ingår i släktet Lonchocarpus och familjen ärtväxter. Inga underarter finns listade i Catalogue of Life.